# Прата-Санніта
Прата-Санніта (італ. Prata Sannita) — муніципалітет в Італії, у регіоні Кампанія,  провінція Казерта.
Прата-Санніта розташована на відстані близько 155 км на схід від Рима, 70 км на північ від Неаполя, 45 км на північ від Казерти.
Населення — 1521 особа (2014).

## Демографія
Населення за роками:

Станом на 1 січня 2023 року в муніципалітеті офіційно проживало 13 іноземців з 5 країн, серед них 5 громадян країн Євросоюзу та 3 громадяни України.

## Сусідні муніципалітети
- Айлано
- Чіорлано
- Фонтегрека
- Галло-Матезе
- Летіно
- Прателла
- Равісканіна
- Валле-Агрикола